# Finn
Pour les articles homonymes, voir Finn (homonymie).
Un Finn est une classe de dériveur monotype de compétition, gréée en catboat, dont la grand-voile est enverguée sur un mât pivotant.

## Historique
Le Finn a été conçu en Suède en 1949, par le régatier et architecte naval Rickard Sarby qui était aussi éducateur pour enfants handicapés.
Dès 1952, il a été promu série olympique lors des Jeux olympiques d'Helsinki (Finlande). C'est une série internationale.
Il se barre en solitaire. C'est un bateau très sportif, léger, maniable et rapide.
Il nécessite un barreur pesant de préférence 100 kg et plus mais surtout grand et athlétique, pour fournir le couple de rappel maximum.
Il se reconnaît de loin à son mât arqué vers l'arrière. En dehors des chercheurs d'or des Jeux olympiques, il reste très pratiqué par les purs amateurs. C'est ainsi que 253 concurrents se sont présentés au dernier championnat du monde vétéran à Medemblick
Un des plus fameux champions de Finn est le Danois Paul Elvstrøm, quatre fois médaillé d'or aux Jeux olympiques. Le français Serge Maury est médaillé d'or en Finn aux Jeux olympiques de Munich en 1972.

## Caractéristiques

Lignes générales de la carène

Les caractéristiques du Finn sont définies par le règlement de la classe, approuvé par la Fédération internationale de voile.
Le Finn possède un mât tournant, le mât et la bôme étant solidaires en rotation horizontale. Ces mâts ont évolué depuis 1949, mât souple avec voile creuse, mât plus rigide avec voile plus plate, mât en alliage d'aluminium, puis en fibres de carbone. Les voiles sont maintenant réalisées en film polyester renforcé de fibres selon les lignes d'efforts principaux.
Si l'harmonie entre le mât et la voile est un facteur de vitesse important, les compétiteurs savent aussi que le centrage des masses a un aspect fondamental sur la vitesse des bateaux en général. Ce centrage réduit le moment d'inertie autour d'un axe vertical ; dans ces conditions les mouvements de la barre et du gouvernail entraînent une moins grande perte d'énergie cinétique. Le Finn a été la première série à contrôler le moment d'inertie longitudinal des bateaux à l'aide de la mesure de la période d'oscillation de la coque selon deux axes transversaux dont la distance est prédéterminée avec précision. Le Finn est par ailleurs le seul bateau à bénéficier de gabarits de contrôle de forme sérieux et découpés en commande numérique depuis 1974.
Les formes de carène n'ont pas évolué depuis l'origine. La dérive en tôle et en arc de cercle non plus. Sa puissance nécessite un barreur athlétique dans la brise. Cette caractéristique fondamentale, alliée à la complexité technique des réglages en fait un dériveur olympique idéal pour la compétition en solitaire (poids lourds à ce qu'on dit aujourd'hui alors que le passé et même le présent ont démontré que des barreurs d'à peine 95 kg se sont distingués).  
Les vainqueurs de la Coupe de l'America ont presque tous été de grands barreurs de Finn.